# Springvale Suspension Bridge
Die Springvale Suspension Bridge (Springvale-Hängebrücke) ist eine Straßenbrücke der Napier-Taihape-Road (Inland Patea Road) auf der Nordinsel Neuseelands in der Region Manawatū-Whanganui. In einer Entfernung von 41,5 Kilometern von Taihape wird mit der Hängebrücke der Rangitīkei River überbrückt.
Die 1925 erbaute Brücke dient heute nicht mehr dem Verkehr, sie wurde 1970 in die Eigentümerschaft des New Zealand Historic Places Trust übergeben.

## Geschichte
Im Jahre 1876 wurde mit dem Counties Act die Einrichtung der Countys (Grafschaften) in Neuseeland beschlossen, seitdem sind diese regionalen Verwaltungseinheiten für die Errichtung und Unterhaltung von Straßen und Brücken innerhalb ihrer Grenzen zuständig. Der jeweilige Bauingenieur hatte die in seinem Zuständigkeitsbereich liegenden Brücken zur Erschließung der abgelegenen Bereiche zu entwerfen und den Bau zu überwachen. In der Region Manawatū-Whanganui war S.A.R. Mair von 1899 bis 1947 der zuständige Ingenieur und zeichnete für den Bau der Springvale Hängebrücke verantwortlich.
Die Napier-Taihape-Straße, auch als Inland Patea Road bezeichnet, erfüllte eine wichtige Funktion der Verbindung der Whanganui Region mit der Hawke’s Bay und kreuzte dabei den Übergang zwischen Ruahine Range und Kaweka Range, die hier die beste Möglichkeit für eine Ost-West-Querung des zentralen Plateaus der Nordinsel bot. Doch erst 1925 wurde über den Rangitīkei River die Hängebrücke errichtet, um endlich den regelmäßigen Überschwemmungen und damit verbundener Unzugänglichkeit der Furt ein Ende zu setzen.
In der Nähe der Brücke beweisen archäologische Funde, dass in der Gegend durch die Māori Jagd auf Moas betrieben wurde.
Bis 1970 wurde die Brücke für den Straßenverkehr genutzt, dann erfolgte direkt neben der Hängebrücke ein breiterer und für schwerere Lasten geeignete Neubau. Die alte Brücke wurde dem New Zealand Historic Places Trust mit dem Ziel übergeben, diese langfristig als Erinnerung an die Verkehrsgeschichte der Region zu erhalten. Die Brücke wurde damit auch für den öffentlichen Fahrzeugverkehr gesperrt.
Hängebrücken waren in Aufbau und Design eine beliebte Form des Brückenbaus in Neuseeland, wie auch im Wilden Westen Nordamerikas. Die ursprünglich ausschließlich aus Holz, dem meist in der Nähe ausreichend vorkommenden Baumaterial, und später auch Stahl und Beton errichteten Brücken konnten mit einfachen Werkzeugen aufgebaut werden. Heute gibt es in Neuseeland nur noch drei in Nutzung befindliche Suspension Bridges, einige weitere (wie die von Springvale) sind in unterschiedlich gutem Zustand, aber nicht mehr in Nutzung.

## Technische Daten
Die Brücke hat eine Spannweite von 61 Metern (200 Fuß) zwischen den Betontürmen, die die Abspannseile tragen. Vier 140 mm starke Stahltrossen auf beiden Seiten der Brücke tragen eine Last von 114 Tonnen je Kabel. Die Ankerblöcke der Abspannseile bestehen aus riesigen Betonblöcken. 
Der Brückenbelag ist auf Holzbalken aufgelegt, die auf beiden Seiten der Brücke entlanggeführt werden. Im Abstand von zwei Metern stützen Holzpfosten eine zwei Meter über dem Fahrbahnbelag beidseitig verlaufende Balustrade ab. Diagonal zwischen den Pfosten befestigte Stahlstäbe sorgen für die Versteifung des Bauwerkes. Jeder vierte Balken des Belagunterbaus ist auf beiden Seiten der Brücke um etwa 150 mm verlängert, um ein Versteifungsdreieck für die Balustrade aufzunehmen. Die Fahrbahn hat eine nutzbare Breite von etwa 2,4 Metern.
Die östliche Rampe zur Brücke wurde mit Flusskies aufgeschüttet, die westliche Brückenauffahrt wurde durch einen Einschnitt durch einen großen Felsblock hergestellt.

## Veränderungen und Unterhaltung
Zum Schutz von Kindern vor einem Hindurchfallen unter der Balustrade wurde ein Maschendrahtgeflecht eingezogen. Nach der Außerbetriebnahme der Brücke für den Straßenverkehr konnte das Bauwerk weiterhin für Fußgänger, Viehtrieb und Zweiräder genutzt werden, seit ein paar Jahren wird der Zugang jedoch von beiden Seiten durch massive Balkenverbaue verhindert. Auch wenn der optische Zustand besonders des Brückenbelages nicht besonders vertrauenerweckend wirkt, bestätigte noch im Jahre 2003 eine durchgeführte Kontrolle des Eigentümers den guten Zustand der Hängebrücke.